# A' Katīgoria 1973-1974
La A' Katīgoria 1973-1974 (in greco Πρωτάθλημα Α' Κατηγορίας) è stata la 35ª edizione della massima serie del campionato cipriota di calcio; vide la vittoria finale dell'Omonia, che conquista il suo quarto titolo.
In questa stagione l'APOEL, campione nella stagione precedente, partecipò al campionato greco e ottenne la salvezza sul campo, salvo poi non poter partecipare alla successiva stagione a causa della situazione politica cipriota.
Capocannoniere del torneo fu Sōtīrīs Kaïafas dell'Omonia con 20 reti.

## Stagione

### Novità
Rispetto alla stagione precedente mancarono l'APOEL, promosso in Alpha Ethniki 1973-1974, e l'ASIL Lysī, retrocesso in B' Katīgoria 1973-1974; furono sostituiti dall'APOP Paphou, vincitore della B' Katīgoria 1972-1973, e dall'Omonia, retrocesso dall'Alpha Ethniki 1972-1973.

### Formula
Il torneo fu disputato da quattordici squadre che si incontrarono in gare di andata e ritorno per un totale di ventisei turni per squadra; furono assegnati due punti in caso di vittoria, uno in caso di pareggio e zero in caso di sconfitta. L'ultima classificata veniva retrocessa in B' Katīgoria 1974-1975; in caso di arrivo in parità prevaleva il quoziente reti. Da questa stagione la prima classificata non otteneva più la promozione nel massimo campionato di calcio greco.

## Squadre partecipanti
| Club                | Città     | Stadio                    | Stagione precedente                        |
| ------------------- | --------- | ------------------------- | ------------------------------------------ |
| AEL Limassol        | Limassol  | Stadio GSO                | 8º in A' Katīgoria                         |
| Alkī Larnaca        | Larnaca   | Vecchio Stadio GSZ        | 12º in A' Katīgoria                        |
| Anorthōsis          | Famagosta | Stadio GSE                | 4º in A' Katīgoria                         |
| Apollōn Limassol    | Limassol  | Stadio GSO                | 11º in A' Katīgoria                        |
| APOP Paphou         | Pafo      | Stadio GSK                | 1º in B' Katīgoria                         |
| Arīs Limassol       | Limassol  | Stadio GSO                | 10º in A' Katīgoria                        |
| Digenīs Morphou     | Morfou    | Stadio Comunale di Morfou | 7º in A' Katīgoria                         |
| EN Paralimni        | Paralimni | Stadio Tasos Markou       | 5º in A' Katīgoria                         |
| EPA Larnaca         | Larnaca   | Vecchio Stadio GSZ        | 6º in A' Katīgoria                         |
| Evagoras Paphou     | Pafo      | Stadio GSK                | 9º in A' Katīgoria                         |
| Nea Salamis         | Famagosta | Stadio GSE                | 13º in A' Katīgoria                        |
| Olympiakos Nicosia  | Nicosia   | Vecchio Stadio GSP        | 2º in A' Katīgoria                         |
| Omonia              | Nicosia   | Vecchio Stadio GSP        | 18º in Alpha Ethniki 1972-1973, retrocesso |
| Pezoporikos Larnaca | Larnaca   | Vecchio Stadio GSZ        | 3º in A' Katīgoria                         |

## Classifica finale
|  | Pos. | Squadra             | Pt | G  | V  | N  | P  | GF | GS | DR  |
|  | ---- | ------------------- | -- | -- | -- | -- | -- | -- | -- | --- |
|  | 1.   | Omonia              | 44 | 26 | 20 | 4  | 2  | 69 | 14 | +55 |
|  | 2.   | Pezoporikos Larnaca | 42 | 26 | 17 | 8  | 1  | 34 | 8  | +26 |
|  | 3.   | AEL Limassol        | 33 | 26 | 10 | 13 | 3  | 29 | 21 | +8  |
|  | 4.   | Apollōn Limassol    | 29 | 26 | 12 | 5  | 9  | 29 | 30 | -1  |
|  | 5.   | Olympiakos Nicosia  | 28 | 26 | 9  | 10 | 7  | 31 | 20 | +11 |
|  | 6.   | EN Paralimni        | 27 | 26 | 9  | 9  | 8  | 24 | 20 | +4  |
|  | 7.   | Anorthōsis          | 25 | 26 | 8  | 9  | 9  | 25 | 24 | +1  |
|  | 8.   | Digenīs Morphou     | 25 | 26 | 8  | 9  | 9  | 31 | 34 | -3  |
|  | 9.   | Alkī Larnaca        | 21 | 26 | 7  | 7  | 12 | 23 | 32 | -9  |
|  | 10.  | Arīs Limassol       | 19 | 26 | 5  | 9  | 12 | 28 | 45 | -17 |
|  | 11.  | EPA Larnaca         | 19 | 26 | 4  | 11 | 11 | 22 | 36 | -14 |
|  | 12.  | Evagoras Paphou     | 19 | 26 | 5  | 9  | 12 | 19 | 38 | -19 |
|  | 13.  | Nea Salamis         | 18 | 26 | 5  | 8  | 13 | 14 | 30 | -16 |
|  | 14.  | APOP Paphou         | 15 | 26 | 3  | 9  | 14 | 22 | 48 | -26 |

### Verdetti
- Omonia Campione di Cipro 1972-73.
- APOP Paphos retrocessa in B' Katīgoria 1974-1975.
- Coppa dei Campioni 1974-1975: Omonia qualificato.
- Coppa delle Coppe 1974-1975: EN Paralimni qualificato come finalista della Coppa di Cipro.
- Coppa UEFA 1974-1975: Pezoporikos Larnaca qualificato.

Le squadre non parteciparono alle coppe a causa della situazione politica di Cipro.